# Julio Meneghello
Julio Meneghello Rivera (1911-15 de agosto de 2009) fue un médico, científico, académico e investigador chileno, considerado el iniciador de la pediatría social en su país.
Obtuvo su título profesional en 1936 en la Universidad de Chile. Entre 1941 y 1943, en tanto, realizó estudios de posgrado en las universidades estadounidenses de Harvard, Johns Hopkins y Cornell.
En 1950 ayudó en el establecimiento del Laboratorio de Investigaciones Pediátricas, que dio origen -en 1977- al Instituto de Nutrición y Tecnología en Alimentos de la Universidad de Chile.
Es considerado el padre de la pediatría moderna en el país, entre otras cosas, porque fue el primero en el mundo -hacia 1955- en poner en práctica el uso sistematizado de sueros por vía oral para tratar las diarreas agudas con gran deshidratación en niños desnutridos. Además, junto a su equipo de trabajo halló la composición ideal de estos sueros hidratantes, que luego (con ciertas modificaciones) serían recomendados por organismos como la Organización Mundial de la Salud (OMS) y Unicef para el manejo de estos menores.
La importancia de este trabajo científico y pedagógico fue reconocida por la revista especializada The Lancet, en 1978, como uno de los avances médicos más importantes del siglo XX para los países en desarrollo.
En 1995 recibió la Medalla Rector Juvenal Hernández Jaque, que entrega la Universidad de Chile a aquellos integrantes de su comunidad que, en el ejercicio de sus profesiones, hayan prestado servicios distinguidos.
En 1996 recibió el Premio Nacional de Ciencias Aplicadas y Tecnológicas de Chile por su aporte a erradicar la desnutrición y reducir la mortalidad infantil en el país.
En 2002 le fue concedido el primer Premio Nacional de Medicina de su país.